# Prestbury (Gloucestershire)
Prestbury – wieś w Anglii, w hrabstwie Gloucestershire, w dystrykcie Cheltenham. Leży 15 km na wschód od miasta Gloucester i 140 km na zachód od Londynu.